# Императрица Сяоцюаньчэн
Императрица Сяоцюаньчэн (кит. трад. 孝全成皇后; 24 марта 1808 — 13 февраля 1840, Пекин) — третья официальная супруга цинского императора Айсиньгёро Мяньнина, правившего под девизом «Даогуан».

## Биография
Её личное имя не известно. Отцом был маньчжур Илин из могущественного клана Нюхуру, который служил в Сучжоу.
В 1820 году скончался император Айсиньгёро Юнъянь, правивший под девизом «Цзяцин», и на престол взошёл Мяньнин, взявший девиз правления «Даогуан». В следующем году дочь Илина прошла отбор в императорские наложницы, и в 13-летнем возрасте оказалась в императорском гареме. В 1825 и 1826 годах у неё родились дочери, а в 1831 году — сын Ичжу.
В 1833 году скончалась императрица Сяошэнчэн, и дочь Илина из клана Нюхуру была назначена старшей над императорскими наложницами, а в следующем году получила титул «императрица Сяоцюаньчэн».